# Cohors II Delmatarum
La Cohors II Delmatarum fue una unidad auxilia de infantería del ejército del Imperio Romano del tipo cohors quinquagenaria peditata, cuya existencia está atestiguada desde el último cuarto del siglo I hasta principios del siglo V.

## Reclutamiento

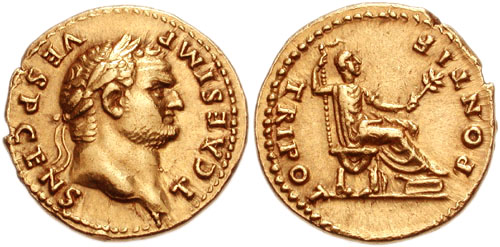
Áureo del emperador romano Tito, quien ordenó el reclutamiento de la Cohors II Delmatarum’' en 80.

La unidad fue reclutada en la provincia senatorial Dalmatia, entre la población no ciudadana —Delamatorum— de esta provincia, en 80 por orden del emperador Tito para reforzar las tropas entregadas a Cneo Julio Agrícola para completar la conquista de Britannia, aunque desconocemos donde estuvo de guarnición y cuál fue su actuación concreta durante las campañas de Agrícola entre 80 y 84. También se desconoce dónde fue acantonada bajo Domiciano.

## El siglo II
La Cohors II Delmatarum' perteneció a la guarnición de la provincia romana de Britannia durante todo el siglo II, tal y como atestiguan una serie de Diplomata militaris:
- 105[2]
- 17 de julio de 122[3]
- 20 de agosto de 127[4]
- 128[5]
- 131[6]
- 132[7]
- 14 de abril de 135,[8] importante porque fue otorgado a un soldado de la propia Cohors II Delmatarum, llamado Mansuetus , hijo de Lucio, miembro de la tribu germana de los tréveros en Gallia Belgica, reclutado en 110, bajo el imperio de Trajano. Así mismo, documenta que en ese momento la cohorte estaba dirigida por el  Praefectus cohortis   Iulius Maximus, caballero romano natural de la propia ciudad de Roma. A partir e este documento, se ha considerado que la unidad estaba acuartelada en el castellum de Viroconium, localizado en la actual Wroxeter (Reino Unido).

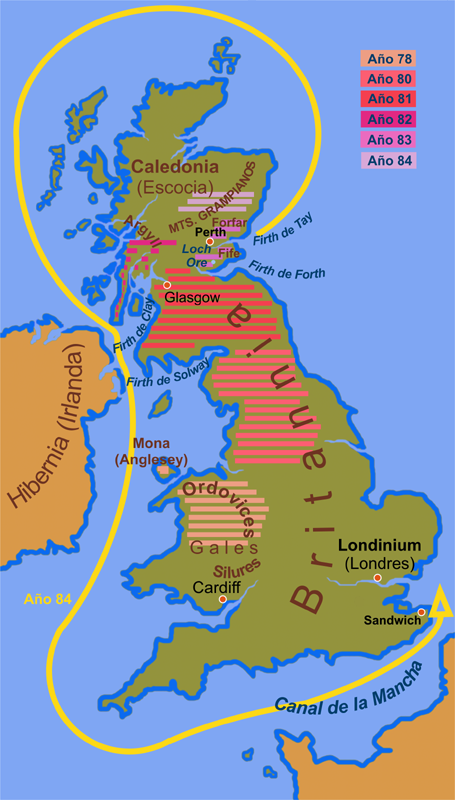
Mapa de las campañas de Agrícola en Britania
de 78-84..

Poco después, fue traslada al castellum de Magnae  (Carvoran, Reino Unido), donde se documenta en la segunda mitad del siglo II la presencia del  imaginifer Iulius Pastor. 
Por ello, esta cohorte debió participar en las operaciones militares realizadas en Britannia a lo largo de este siglo, especialmente las que condujeron a la construcción del Muro de Adriano y del Muro de Antonino.

## El siglo III
La unidad continuó de guarnición en Britannia durante todo el siglo III, participando en la sublevción de Clodio Albino de 193 para ocupar la púrpura imperial contra Didio Juliano. Sin embargo, no debió pasar al continente cuando Albino y Septimio Severo se enfrentaron en la batalla de Lugdunum de 198, con lo que se libró de ser destruida y pudo jurar lealtad a Septimio Severo. A las órdenes de este, participó en las operaciones de afiancianzamiento de la provincia frente a los caledonios.
Bajo los Severos continuaba de guarnición en Magnae, siendo dirigida en algún momento del gobierno de esta dinastía por el Praefectus cohortis Marcus Caecilius Donatianus. 
A mediados del siglo III, en 261, debió jurar lealtad al Imperio Gálico y retornar a la lealtad imperial con Aureliano en 273.

## Los siglosIVyV
Bajo la Tetrarquía, debió participar en las operaciones de Constancio Cloro en Britannia contra bárbaros, piratas y usurpadores. A lo largo del siglo, debió colaborar en las operaciones militares de defensa de la provincia frente a pictos y piratas germanos.
Entre 382 y 388 apoyó la sublevación de Magno Máximo contra Graciano), Valentiniano II y Teodosio I.
Según la  Notitia Dignitatum  a finales del siglo IV y comienzos del siglo V continuaba acuartelada en Magnae. En ese momento, en 407, debió apoyar la usurpación de Constantino III frente a Honorio y pasar a la Galia, donde debió ser destruida por las tropas leales a Honorio en 411.